# Abgoosht
L'abgoosht (in persiano آبگوشت‎, letteralmente "succhi di carne") è una zuppa della cucina iraniana a base di carne e verdure o erbe aromatiche, sebbene queste ultime varino in base alla regione e ai gusti.
Si tratta di un piatto accessibile a tutte le classi sociali, e viene preparato soprattutto in inverno. La carne e i fagioli sono cotti fino a diventare una sorta di purea, che può accompagnare il pane, le cipolle o i sottaceti. Questo piatto può talvolta essere chiamato dizi, termine derivante dagli omonimi contenitori nei quali esso viene cucinato e poi venduto. La carne va cotta a fuoco lento in una pentola chiusa con coperchio.
Tra le varianti più popolari a Teheran vi è l'abgoosht bozbash, fatta con agnello, pomodori, fagioli, coriandolo e succo di lime.